# Unicapella
Unicapella is een geslacht van uitgestorven kreeftachtigen uit de klasse van de Ostracoda (mosselkreeftjes).

## Soorten
- Unicapella reticulata Dingle, 1980 †
- Unicapella sacsi Dingle, 1980 †
- Unicapella stragulata Dingle, 1985 †
- Unicapella yvettae Babinot, Colin & Randrianasolo, 2009 †